# Epirhyssa cincta
Epirhyssa cincta là một loài tò vò trong họ Ichneumonidae.